# مبادرة السلام السعودية 1981
مبادرة السلام السعودية 1981 هي مبادرة سلام طرحها ولي العهد السعودي آنذاك الأمير فهد بن عبد العزيز آل سعود في محاولة لإيجاد حل للصراع العربي الإسرائيلي

صورة أرشيفية لفهد بن عبد العزيز مع ياسر عرفات.

## الخط الزمني للمبادرة ومحتواها
في نيسان/أبريل 1981 وفي أثناء زيارة إلى عدة دول في الشرق الأوسط، دعا وزير الخارجية الأمريكي ألكسندر هيغ إلى قيام شرق أوسط جديد. حيث قال: 
. جاء الرد من الرياض، في 7 أغسطس/آب 1981، بمبادرة الأمير فهد ولي العهد السعودي، المكونة من ثمانية مبادئ هي:
| - انسحاب إسرائيل من جميع الأراضي العربية التي احتلت في العام 1967 بما فيها القدس العربية. - إزالة المستعمرات التي أقامتها إسرائيل في الأراضي العربية بعد العام 1967. - ضمان حرية العبادة وممارسة الشعائر الدينية لجميع الأديان في الأماكن المقدسة. - تأكيد حق الشعب الفلسطيني في العودة وتعويض من لا يرغب في العودة. | - تخضع الضفة الغربية وقطاع غزة لفترة انتقالية تحت أشراف الأمم المتحدة ولمدة لا تزيد عن بضعة أشهر. - قيام الدولة الفلسطينية المستقلة بعاصمتها القدس. - تأكيد حق دول المنطقة في العيش بسلام. - تقوم الأمم المتحدة أو بعض الدول الأعضاء فيها بضمان تنفيذ تلك المبادئ. |

## ردود الفعل على المبادرة
رفضت مصر المبادرة فوراً، وأعلنت عن تمسكها باتفاقية كامب ديفيد. وفي 9 أغسطس/آب، رفضها أيضاً مناحيم بيغن. وأصدرت وزارة الخارجية الإسرائيلية بيان جاء فيه
. أعلنت المجموعة الأوروبية أن المبادرة تشكل أساسا للتفاوض، أما الولايات المتحدة فتجاهلت المبادرة ولم تتخذ أي موقف واضح منها. تباين الموقف العربي بين الرافض كسوريا والعراق، بينما أعربت دول أخرى عن الدعم. قيادة وكوادر حركة فتح داخل منظمة التحرير الفلسطينية، رفضتها بعنف،، حيث أعلن فاروق القدومي «إن الظروف غير مناسبة لحل سلمي، وإن الفلسطينيين يرفضون النقطة السابعة في المشروع رفضا قاطعا» إلأ أن ياسر عرفات دعم المبادرة حيث نقل عنه جورج حاوي، الأمين العام السابق للحزب الشيوعي اللبناني، قوله: «استعدوا للضربة، ولقد أديتم بضغطكم هذا إلى موقف سيؤدي إلى رفع الغطاء العربي عنا، واللهم اشهد أني بلغت».

## سحب المبادرة
قامت السعودية بسحب مشروعها في قمة فاس في نوفمبر 1981 وذلك إثر الضغوط التي مورست عليها. حيث قال الناطق الرسمي وقتها :
 يعتقد العديد من الباحثين أن إفشال المبادرة السعودية كان أساسيا لإتمام عملية غزو لبنان في العام الذي تلاها. حيث بدأت إسرائيل بالتحضير الفوري للعملية وانتظرت الحصول على الضوء الأخضر الأمريكي.